# BD+14°4559 b
BD+14°4559 b es un planeta extrasolar localizado aproximadamente 163 años luz en la constelación de Pegaso,
 
Tiene una masa la mitad de jupiter y demora un 74% más que la tierra en orbitar alrededor de su estrella.
Este planeta fue descubierto el 10 de junio de 2009 usando el telescopio de Hobby-Eberly.